# Сакате ли уште едно парче торта
„Сакате ли уште едно парче торта” је југословенски и македонски ТВ филм из 1977. године. Режирао га је Љупчо Тозија а сценарио је написао Петар Костов.

## Улоге
| Глумац            | Улога |
| ----------------- | ----- |
| Драги Крстевски   |       |
| Ангелина Иванова  |       |
| Лиле Георгиева    |       |
| Самоил Дуковски   |       |
| Душан Костовски   |       |
| Димитар Гешоски   |       |
| Шишман Ангеловски |       |